# ポニャーノ
ポニャーノ（伊: Pognano  ( 音声ファイル)）は、イタリア共和国ロンバルディア州ベルガモ県にある、人口約1,600人の基礎自治体（コムーネ）。

## 地理

### 位置・広がり
ベルガモ県南部のコムーネ。県都ベルガモから南南西へ13km、州都ミラノから東北東へ38kmの距離にある。

#### 隣接コムーネ
隣接するコムーネは以下の通り。
- アルチェネ
- ルラーノ
- スピラーノ
- ヴェルデッロ

### 地震分類
イタリアの地震リスク階級 (it) では、3 に分類される
。